# The Hills
The Hills – wieś w Stanach Zjednoczonych, w stanie Teksas, w hrabstwie Travis.